# تشالوبا

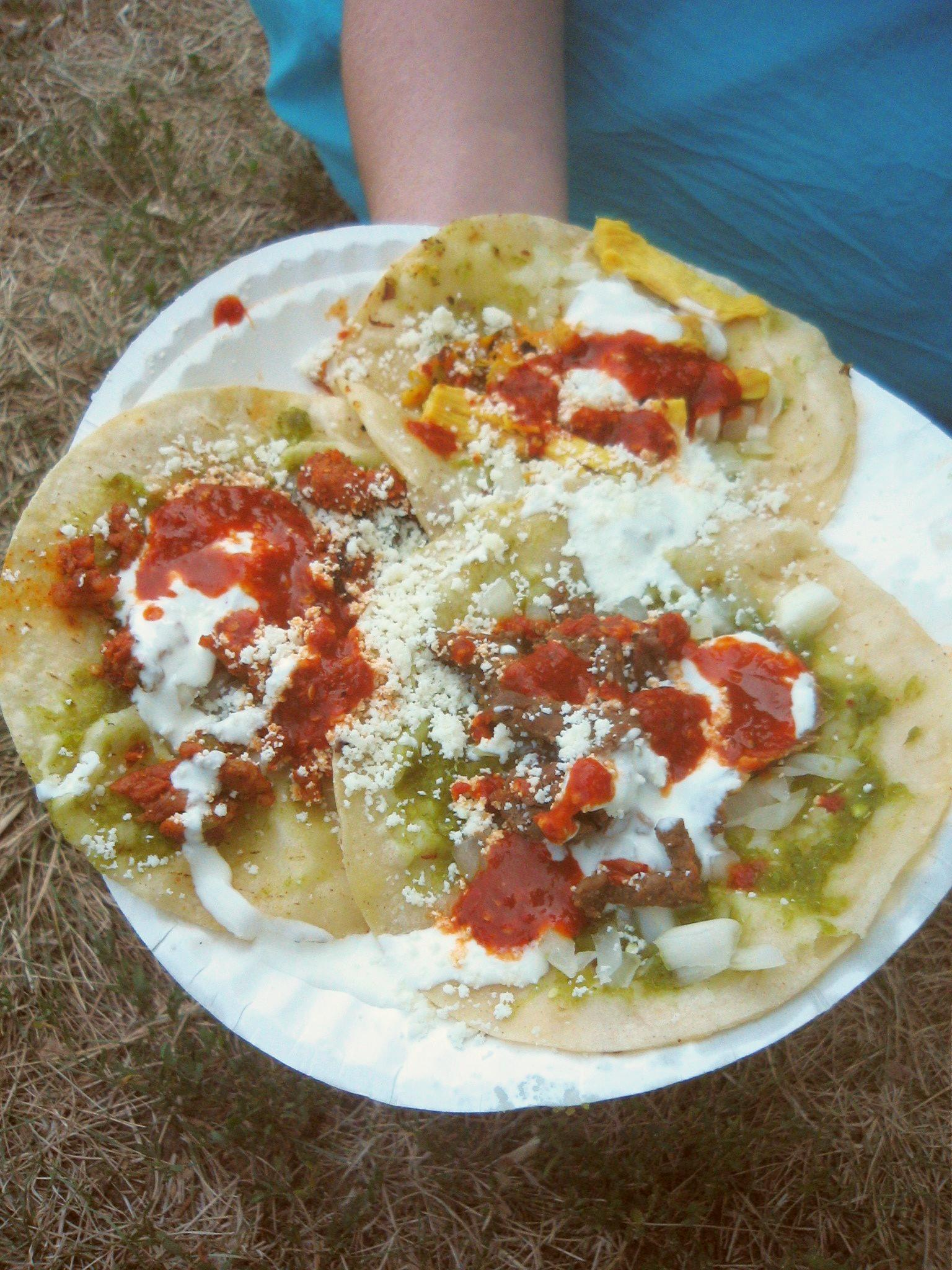
طبق من الجلوبة

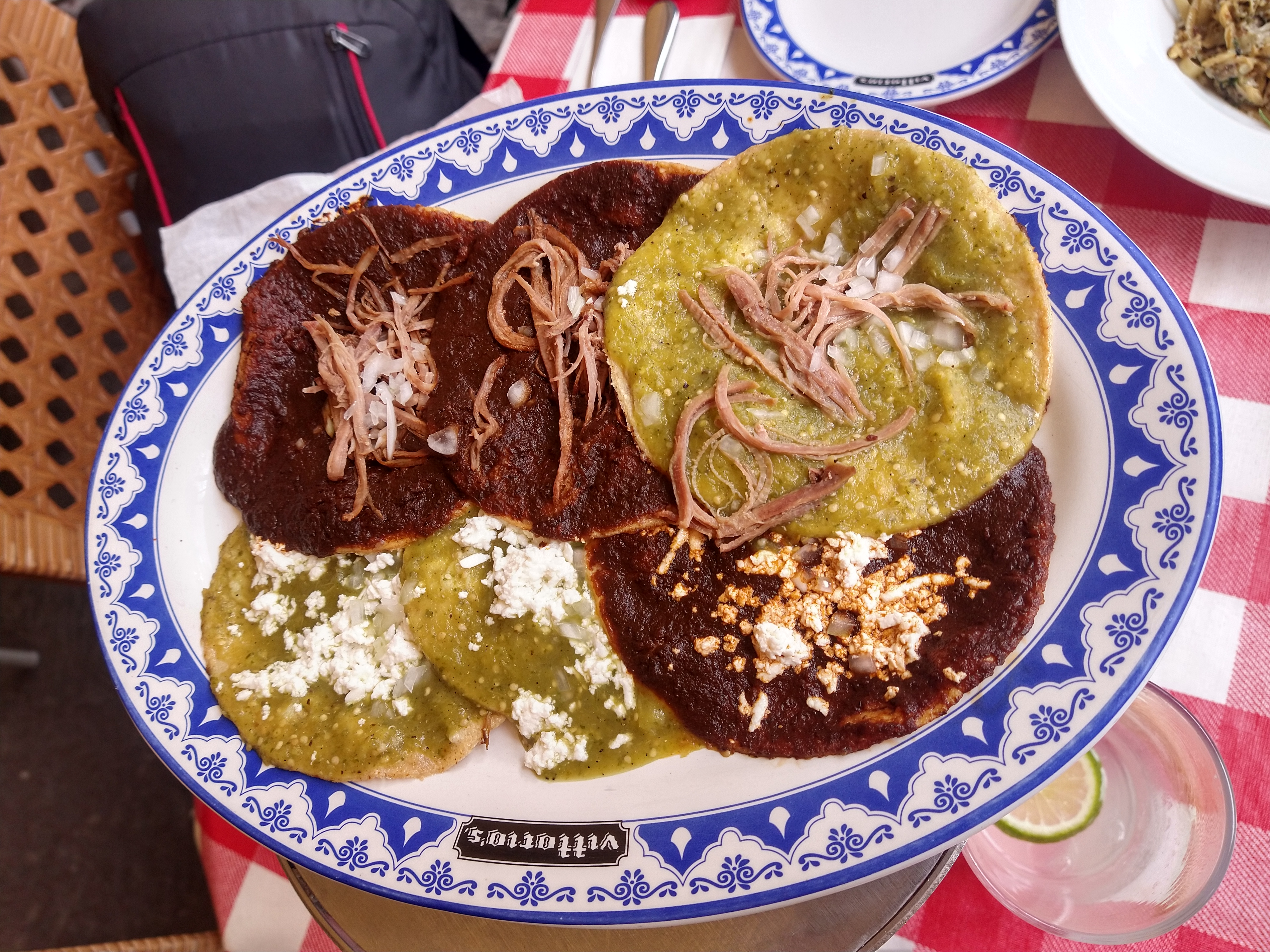
صورة أخرى لطبق جلوبة

جَلوبة أو شَلوبة (باللغة الإسبانية chalupa [tʃaˈlupa]، نقحرة: تشالوبا)، وهو طبق خاص بجنوب وسط المكسيك، بما في ذلك ولاية هيدالغو وولاية بويبلا وولاية غيريرو وولاية واهاكا.

## الطبق
يتم صنع الجلوبة عن طريق الضغط على طبقة رقيقة من عجينة المَسَة حول الجزء الخارجي من قالب صغير، لصنع شكل وعاء مقعر يشبه القارب الذي يحمل نفس الاسم، ثم يتم قليها بعمق لصنع أكواب ذرة هشة ورقيقة. ويتم ملء هذه الأكواب بمكونات مختلفة مثل الدجاج المفروم ولحم الخنزير والبصل المفروم وفلفل الشيبوتلي والصلصة الحمراء أو الصلصة الخضراء. كما وأنه يشبه خبز التورتيلا لأن كلاهما مصنوع من عجين المَسَة المقلي أو المخبوز. 
الجلوبة التقليدية، كالتي في شولولا-بويبلا، هي عجينة ماسا صغيرة وسميكة على شكل قارب مقلية مغطاة فقط بالصلصة والجبن والخس المبشور. أما في مناطق أخرى من المكسيك، فيتم إضافة مكونات أخرى كالدجاج المفروم ولحم الخنزير والفاصوليا المعاد قليها إلى جانب المكونات السابقة.  وفي وصفات أخرى، تكون عجينة المَسَة المقلية مستديرة الشكل، وتشبه خبز التورتيلا، مع الحشوة التقليدية للجلوبة. 

## في الولايات المتحدة الأمريكية
أثرت الشعبية الواسعة للجلوبة في جميع أنحاء المكسيك أيضًا على أسعار المطاعم المكسيكية في الولايات الأمريكية المجاورة. وتعتبر نسخة الوجبات السريعة منها من الأكلات البارزة في الولايات المتحدة الأمريكية، والتي على عكس اسمها المكسيكي، عبارة عن تورتيلا صدفية الشكل مقلية ومغطاة بمكونات متعددة.